# 唐鳳
唐 鳳（とう ほう、タン・フォン、オードリー・タン、英: Audrey Tang、1981年〈民国70年〉4月18日 - ）は、中華民国（台湾）の政治家（無任所大使）、プログラマー。旧名・唐 宗漢（とう そうかん、タン・ツォンハン、オートリジュス・タン、英: Autrijus Tang）。
2005年、Perl 6（現Raku）のHaskellによる実装のPugsを開発したことで知られ、「台湾のコンピューター界における偉大な10人の中の1人」とも言われている。
2016年10月に蔡英文政権において35歳で行政院に入閣し無任所閣僚の政務委員（デジタル担当）を務めた後、2022年8月27日に新たに設置された数位発展部の初代部長に就任し、任期満了の2024年5月20日まで務めた。2024年10月7日、頼清徳総統により無任所大使（無給の名誉職）に任命された。

## 経歴
唐光華・李雅卿夫妻の子供として生まれる。幼い頃からコンピューターに興味を示し、12歳のときにPerlを学び始めた。2年後の14歳のとき、学校生活に馴染めなかったため中学を中退した。19歳のときに、シリコンバレーでソフトウェア会社を起業した。
2005年、外見と自己意識を一致させるために、名前を変更するなどの女性への性別移行を始めた。英語の名前は、男女どちらにも使えてニュートラルという理由で、オードリーに変更した。その後、日本の友人より鳳は日本語で「おおとり」と読み、オードリーの日本語発音と似てると教えてくれたこと、また中国語でも使われている文字であることから、漢字名を鳳に変更した。性別移行を開始した後、唐はブログで「私の脳は私が女性であると認識しているのに、社会的にはそうでないことが要求されるので、私は長年に亘って現実世界を遮断し、ネット上で生活をしてきました」と述べている。東森電視のニュースチャンネルは、唐のIQが180以上であると報じた。2019年1月、アメリカの外交専門誌『フォーリン・ポリシー』の2019年のグローバル思想家100人に選出された。唐は独学、非暴力と個人主義的無政府主義の支持者である。

## フリーソフトウェアへの貢献
唐鳳は、HaskellコミュニティーとPerlコミュニティーから、Raku（Perl 6）処理系を実装するプロジェクトであるPugsの創始者兼主要開発者として知られている。また、唐はSVK・Request Tracker・Slashを含む幾つかのフリーソフトウェアの国際化と地域化に対する貢献や、オープンソースに関連する様々な書籍の繁体字中国語への翻訳も行っている。
CPAN上において、唐は2001年6月から2006年7月までの間にPerl 5向けのクロスプラットフォームのパッケージング・デプロイツールであるPerl Archive Toolkit (PAR) を含む100以上のプロジェクトを開始した。また、唐はCPANのスモークテストの設定とデジタル署名システムのメンテナーでもある。2005年10月には、オライリーメディアがアムステルダムで開催したカンファレンス (European Open Source Convention) でPugsについて講演を行った。

## 政治経歴
2016年8月、唐鳳は林全内閣の政務委員に任命された。10月1日にデジタル担当の政務委員に就任し、35歳での閣僚就任は台湾史上最年少となった。
唐は「デジタル技術とシステムによって政府の問題解決を補佐し、民間と政府のコミュニケーションの促進と強化を行う。自分の役割は特定の団体の利益のために動くことでも、政府のために政策の広報を行うことでもなく、より多くのアイデアと力を結合させる『パイプ』となることだ」と述べ、政務委員としてこれに取り組み、若年層と高齢層のジェネレーションギャップを埋め、パブリック・アクセスのためのフリーソフトウェアを開発し、台湾の新たな共有経済が実際に機能することを示した。
また、唐は、中華人民共和国と台湾は地理的には近くても正反対の価値観を持つとし、中国が社会信用システムやインターネットを民衆の監視および制御に利用しているのに対し、台湾はインターネットに政府を監督する役割を求める開かれた社会を築いているとして、台湾の民主主義を損なうフェイクニュースを防止する技術開発などに取り組んでいる。
さらに、理念としては「徹底的な透明性」(radical transparency) と呼ばれるものを挙げており、公開できる、あらゆる情報がインターネット上にあることで、政府の官僚や大臣が何をやっているのか、何を考えているのかを全部知ることができ、人々が「国家の主人」になれるというビジョンを掲げている。
2022年8月5日、数位発展部の初代部長（大臣）に任命された。蔡英文政権の任期満了に合わせて退任。

## 日本語書籍
- 『自由への手紙オードリー・タン』 クーリエ・ジャポン編集チーム編 講談社 2020年
- 『オードリー・タン デジタルとAIの未来を語る』 プレジデント社 2020年 ISBN 978-4833423991
- 『天才IT大臣オードリー・タンが初めて明かす問題解決の4ステップと15キーワード』 黄亞琪共著、牧高光里訳 文響社  2021年 ISBN 978-4866514543
- 『オードリー・タンが語るデジタル民主主義』 大野和基編 NHK出版  2022年
- 『まだ誰も見たことのない「未来」の話をしよう』 近藤弥生子編 SBクリエイティブ  2022年 ISBN 978-4815612221
- 『何もない空間が価値を生む』 アイリス・チュウ共著 文藝春秋  2022年

- 『オードリー・タン Thinking skills 私はこう思考する』 楊倩蓉取材・執筆、藤原由希訳 かんき出版  2024年 ISBN 978-4761277673
- 『PLURALITY』 E・グレン・ワイル共著、山形浩生訳 ライツ社  2025年 ISBN 978-4909044570